# James Boswell
James Boswell (29 de outubro de 1740, Edinburgh, Escócia - 19 de maio de 1795), foi um biógrafo e jurista escocês. Ele é mais conhecido por sua biografia de seu amigo e contemporâneo, o escritor inglês Samuel Johnson, que é comumente considerada a maior biografia escrita na língua inglesa. Uma grande quantidade de diários, cartas e papéis particulares de Boswell foram recuperados dos anos 1920 a 1950, e sua publicação contínua pela Universidade de Yale transformou sua reputação.

## A  vida de Samuel Johnson
Quando o Livro a A vida de Samuel Johnson foi publicada em 1791, imediatamente atraiu a admiração que Boswell havia buscado por tanto tempo, e desde então não sofreu diminuição. Seu estilo era único, pois, ao contrário de outras biografias daquela época, incorporava diretamente as conversas que Boswell havia anotado na época para seus diários. Ele também incluiu muito mais detalhes pessoais e humanos do que aqueles aos quais os leitores contemporâneos estavam acostumados. Em vez de escrever um registro respeitoso e seco da vida pública de Johnson no estilo da época, ele pintou um retrato vívido do homem completo, trazido à vida por meio de um estilo "dramático" de diálogo. Muitas vezes foi descrito como a maior biografia já escrita na língua inglesa.
Macaulay e Carlyle, entre outros, tentaram explicar como um homem como Boswell poderia ter produzido uma obra tão notável como a A vida de Johnson. O primeiro argumentou que a desinibida loucura e franqueza de Boswell eram suas maiores qualificações; o último respondeu que por trás de tais características havia uma mente para discernir a excelência e um coração para apreciá-la, auxiliado pelo poder de observação precisa e considerável habilidade dramática.

## Escravidão
Boswell esteve presente na reunião do Comitê para a Abolição do Comércio de Escravos em maio de 1787, criada para persuadir William Wilberforce a liderar o movimento abolicionista no Parlamento. No entanto, o abolicionista Thomas Clarkson registra que em 1788 Boswell "depois de ter apoiado a causa ... tornou-se hostil a ela". A demonstração mais proeminente de apoio de Boswell à escravidão foi seu poema de 1791 "No Abolition of Slavery; or the Universal Empire of Love", que satirizava Clarkson, Wilberforce e Pitt. O poema também apoia a sugestão comum do movimento pró-escravidão, de que os escravos realmente gostavam de sua sorte: "A turma alegre! - os negros veem / executam a tarefa da indústria".

## Principais trabalhos
- The Cub at Newmarket (1762, publicado por James Dodsley)
- Letters Between the Honourable Andrew Erskine, and James Boswell, Esq. (1763)
- Dorando, a Spanish Tale (1767, anonimamente)
- Account of Corsica, The Journal of a Tour to That Island, and Memoirs of Pascal Paoli (1768)
- Account of Corsica, 1768 "The Rampager" (1770–82, uma série de 20 ensaios publicados esporadicamente no Public Advertiser)
- The Hypochondriack (1777–83, uma série de 70 ensaios publicados mensalmente na London Magazine)
- The Journal of a Tour to the Hebrides with Samuel Johnson, LL.D (1785)
- The Life of Samuel Johnson, LL.D 2 vols. (1791)
- No Abolition of Slavery (1791) (poema)